# Gottfried von Viterbo
Gottfried von Viterbo (lateinisch Godefridus Viterbiensis; * um 1125 in Viterbo; † um 1191/1192 oder kurz danach) war ein italienischer Geschichtsschreiber und lateinischer Dichter des Mittelalters.

## Leben
Gottfried von Viterbo kam 1133 unter Lothar III. an die Bamberger Domschule und unter Konrad III. diente er der königlichen Kapelle. Er war Notar und Hofkaplan am Hof der Staufer unter den Kaisern Friedrich Barbarossa und Heinrich VI. und war in dieser Funktion maßgeblich an der Unterzeichnung des Konstanzer Vertrages zwischen dem späteren Kaiser Barbarossa und Papst Eugen III. beteiligt (März 1153). Er unternahm umfangreiche Reisen durch Europa, die ihn mehr als vierzigmal nach Rom führten. Des Weiteren war er Domkanoniker in Lucca und Pisa. Seine im Pantheon um 1190 bekundete Absicht, sich in der von ihm lobend geschilderten Stadt Würzburg anzusiedeln hatte er nicht mehr realisieren können.

## Rezeption
Der historische und literarische Wert der Werke Gottfrieds wird häufig als niedrig eingeschätzt, da seine Geschichtsforschung als nicht sorgfältig und teilweise fehlerhaft gilt. Andererseits konnte Gottfried vieles aus persönlichem Erleben berichten, ebenso zog er zum Teil heute verlorene Quellen heran. Seine poetisierenden, anekdotenhaften Berichte vermischte er mit Elementen aus Sagen und Fabeln, was sie unterhaltsamer und bei einer relativ breiten Schicht beliebt machte. So ist z. B. sein Pantheon in mehr als vierzig Handschriften erhalten geblieben.
Gottfried erweist sich in seinen Schriften als Anhänger der Staufer und unterstützt deren Ziel eines umfassenden Imperiums, aber bleibt dennoch ausgleichend zwischen Kirche und Kaisertum.
Der Historiker Friedrich Hausmann identifiziert den Notar der königlichen Kanzlei Arnold II. C mit Gottfried von Viterbo.

## Werke
- Speculum regum 1183.

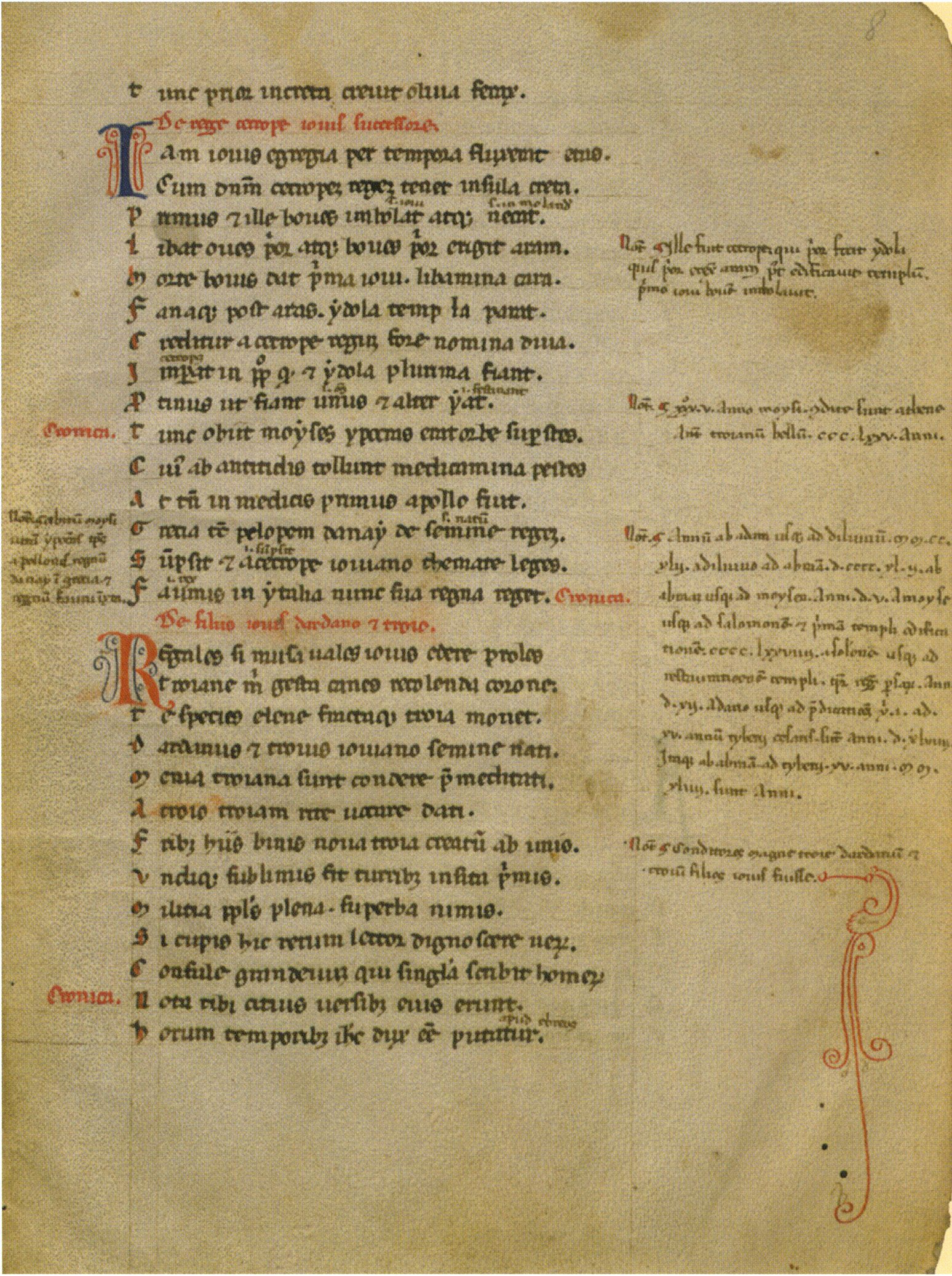
Das Speculum regum Gottfrieds von Viterbo in der 1250 geschriebenen Handschrift München, Bayerische Staatsbibliothek, Clm 28330, fol. 8r

- Memoria saeculorum seu liber memoriale (Gedächtnis der Jahrhunderte oder Erinnerungsbuch), 1185  (Versuch einer vollständigen Weltgeschichte).
- Liber universalis, ca. 1187.
- Gesta Frederici (Taten Friedrichs), 1155–1180.
- Pantheon 1187–1190.
- Pantheon, Sive Universitatis Libri. Qui chronici appellantur, XX, omnes omnium seculoru[m] & gentium tam sacrasquam prophanas historias complectentes ... Iam primum in lucem editi, acc. rerum & verborum ... ind. Oporinus / Parcus, Basel 1559 (Digitalisierte Ausgabe der Universitäts- und Landesbibliothek Düsseldorf).

Die Gesta Heinrici VI werden von manchen dem Gottfried von Viterbo zugeschrieben.

## Edition
- Georg Heinrich Pertz (Hrsg.): Scriptores rerum Germanicarum in usum scholarum separatim editi 22: Cnutonis regis Gesta sive Encomium Emmae reginae auctore monacho S. Bertini. Hannover 1865 (Monumenta Germaniae Historica; Digitalisat)